# George-Day
George-Day est le nom de plume d'Yvonne Debeauvais née Dayres, écrivain, poète, auteur dramatique française du XXe siècle, née à Bordeaux le 4 octobre 1890 et décédée à Paris le 8 août 1971. Elle est présidente d'honneur de la Société des gens de lettres à partir de 1967.
Elle est la tante de la poétesse française Renée-Solange Dayres, lauréate du prix Théophile-Gautier de l'Académie française en 2014, et dont un Salon de Poésie a été créé pour lui rendre hommage chaque année à Dinard.

## Biographie
Elle publie, toute jeune, ses premiers poèmes dans des revues et des journaux, puis fait paraître son premier recueil en 1922, qui reçoit une bonne critique, unanime.
Elle donne à la radio des pièces en vers, comme Le Pendu défaillant, L'Étoile de granit.
En 1932, elle crée avec dévouement une œuvre généreuse, le Noël du Poète, qu'elle anime jusqu'à la guerre de 1939-45 avec enthousiasme.
Elle écrit des romans, des contes, des études critiques, des essais, des biographies, et des poèmes.
Proche de Marie Laurencin et de Max Jacob, elle est élue en 1946 à l'unanimité secrétaire générale de la Société des gens de lettres, membre de la Maison de Poésie dont elle est la présidente pendant trois ans, et de l'Académie Ronsard, dont elle devient vice-présidente.

## Recueils de poésie
- De l'Aube à la nuit (Daragon, 1922)
- Rapsodies en mauve (Figuière, 1re édition, 1928 ; 2e édition, 1934)
- Au miroir de Narcisse (Messein, 1931)
- Clavier de Cristal (Messein, 1935)
- Grappes (Messein, 1938, Collection La Phalange)
- L'Arche d'Amour (Denoel, 1942)
- Spirales (Librairie Montjoie, 1946)
- Florilège poétique (Méré, 1947)
- Visite de l'Ombre (Le Dauphin, 1949)
- La Lampe d'Héro (Le Dauphin, 1951)
- Suite à moi-même (Le Dauphin, 1953)
- L'oiseau d'Hermès (Le Dauphin, 1956)
- Variations suivis de Les noces de sainte Cécile (Le Dauphin, 1959)
- L'adieu et la voix ( Le Dauphin 1960)
  - Un de ses poèmes Sème

## Autres œuvres littéraires
- Marie Laurencin (Le Dauphin, 1947)
- Les transports dans l'histoire de Paris (Méré, 1947)
- Visite de l'ombre (Le Dauphin, 1949)
- Le visage obstiné, roman (Le Dauphin, 1954)
- Propos sur l'homme (Le Dauphin, 1957)

## Prix et distinctions
De l'Académie française
- 1946 : prix Auguste-Capdeville
- 1949 : prix Montyon pour Marie Laurencin
- 1952 : prix Paul-Flat pour l'ensemble de son œuvre
- 1955 : prix Gustave Le Métais-Larivière
- 1960 : prix Broquette-Gonin (poésie) pour l'ensemble de son œuvre poétique
- 1964 : prix Lange pour Contes et nouvelles

Autres
- 1942 : grand prix de la Société des gens de lettres
- 1958 : prix de la Pensée française

## Sources
- Anthologie des poètes français contemporains, tome 5, Librairie Delagrave, 1959